# Elatostema breviacuminatum
Elatostema breviacuminatum är en nässelväxtart som beskrevs av Wen Tsai Wang. Elatostema breviacuminatum ingår i släktet Elatostema och familjen nässelväxter. Inga underarter finns listade i Catalogue of Life.